# Groove
Cet article possède un paronyme, voir Grove.
 (août 2017).
Si vous disposez d'ouvrages ou d'articles de référence ou si vous connaissez des sites web de qualité traitant du thème abordé ici, merci de compléter l'article en donnant les références utiles à sa vérifiabilité et en les liant à la section « Notes et références ».

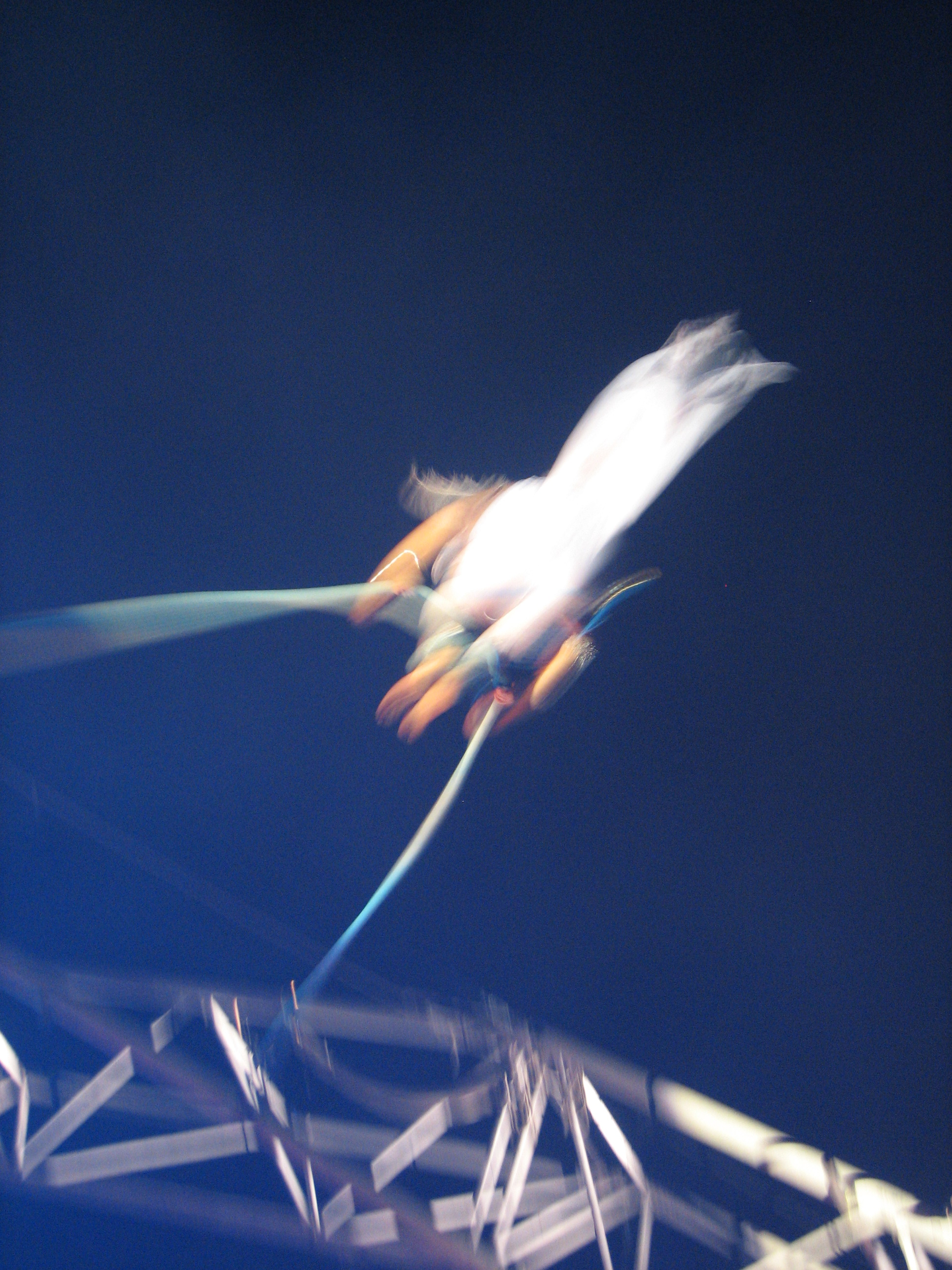
Acrobate sur une musique groove.

Le terme groove vient de l'expression anglaise in the groove (littéralement « dans le sillon ») signifiant « dans le rythme », « dans la note » dans l'argot des musiciens de jazz. Le terme est utilisé dans la musique populaire noire américaine à partir du XXe siècle. Il désigne tout d'abord un « rythme régulier » puis un « jeu inspiré », un « jeu superbe » (d'où le verbe « groove », « jouer de façon inspirée », « jouer magnifiquement bien ») et enfin un style musical, aux sonorités chaudes et au rythme chaloupé, mêlant funk, dance et soul.

## Définitions
Dans la musique populaire, le terme groove s'applique en premier au rythme, un terme utilisé en référence à la mesure et à l'embellissement des sections rythmiques. Richard Middleton (1999) le décrit ainsi : « le concept de groove (un terme qui n'a été théorisé par les analystes que très récemment, mais qui était utilisé depuis longtemps par les musiciens) marque une compréhension du flot et de la texture rythmique et souligne son rôle en produisant une sensation et une dynamique particulières au morceau. Une sensation créée par la répétition de trames rythmiques dans laquelle des variations peuvent avoir lieu ».
En d'autres termes, le groove est une sensation et une dynamique spécifique appliquées à un motif rythmique régulier, comme le swing en jazz.
C'est aussi un terme musical, d'abord utilisé en jazz, qui désigne notamment une rythmique s'appuyant sur le premier temps de la mesure, caractéristique du funk de James Brown, mais dont l'usage est galvaudé puisqu'il s'applique autant au funk qu'au R'n'B moderne et au rap. Les maisons de disques et les médias ne sont pas étrangers à cette confusion sémantique dans la mesure où ce mot a été et demeure toujours employé comme argument commercial fourre-tout (slogans, noms de compilations et d'émissions, etc.).
Le groove peut se définir aussi par un jeu rythmique orchestral autour du tempo : composé de notes brillantes (la caisse claire et les notes en bascule aiguës de la basse ou de la contrebasse) jouées toujours en attaque avant la pulsation (jeu before the beat grosso modo une double croche avant le temps) alors que le reste (notamment le jeu de grosse caisse, de cymbales ou de notes graves de basse jouées sur le temps) joue sur la pulsation (on the beat) ou mieux encore juste après elle (after the beat, grosso modo une double croche après la pulsation). En jouant groove autour du tempo et non mécaniquement dans le tempo, l'avantage est de compenser le caractère répétitif des séquences rythmiques en leur donnant un effet dansant et hypnotique et à l'auditeur l'impression que le morceau « avance » (sans pourtant accélérer au tempo) au lieu de « traîner » ou de paraître « lourd ». C'est ainsi qu'on demande généralement au soliste (chanteur ou instrumentiste) d'un morceau de jazz funk de ne pas presser le tempo et d'interpréter en relâchant le tempo pour bien laisser la rythmique donner une « avance » au morceau.
Le groove, chez les musiciens, donne un « état » indéfinissable de la musique, qui peut signifier un moment un peu « magique », de grâce, où celle-ci « décolle » rythmiquement ; on peut le rapprocher du swing en jazz, du duende en flamenco ou du tarab en musique arabe, chaque style de musique ayant son vocabulaire pour désigner cet état que personne n'arrive à définir clairement, mais que de nombreux artistes (et mélomanes) arrivent à ressentir. On dit souvent que tel ou tel musicien groove, c’est-à-dire que son jeu entraîne les autres musiciens, et donc la musique produite ensemble évolue vers cet état évoqué plus haut. Dans le même ordre d'idées, on peut dire qu'un morceau ou une section rythmique (basse-batterie) groove, ou ne groove pas. Enfin, un musicien peut arriver avec une partie qu'il vient d'imaginer, en déclarant : « j'ai trouvé un groove ! ».